# Episodi di Prison Break (seconda stagione)
La seconda stagione della serie televisiva Prison Break, composta da ventidue episodi, è andata in onda negli Stati Uniti dal 21 agosto 2006 al 2 aprile 2007 sul network Fox.
In Italia è stata trasmessa dal 14 settembre 2007 al 20 novembre 2007 su Italia 1.
Gli antagonisti principali della stagione sono Alexander Mahone, Paul Kellerman, Brad Bellick, William Kim, T-bag e il generale Krantz.
| nº | Titolo originale | Titolo italiano       | Prima TV USA      | Prima TV Italia   |
| -- | ---------------- | --------------------- | ----------------- | ----------------- |
| 1  | Manhunt          | Caccia all'uomo       | 21 agosto 2006    | 14 settembre 2007 |
| 2  | Otis             | Corsa contro il tempo | 28 agosto 2006    | 14 settembre 2007 |
| 3  | Scan             | Inseguimento          | 4 settembre 2006  | 21 settembre 2007 |
| 4  | First Down       | La sfida continua     | 11 settembre 2006 | 21 settembre 2007 |
| 5  | Map1213          | In ordine sparso      | 18 settembre 2006 | 28 settembre 2007 |
| 6  | Subdivision      | Suddivisione          | 25 settembre 2006 | 28 settembre 2007 |
| 7  | Buried           | Fantasmi del passato  | 2 ottobre 2006    | 5 ottobre 2007    |
| 8  | Dead Fall        | Caduta mortale        | 23 ottobre 2006   | 5 ottobre 2007    |
| 9  | Unearthed        | Dissotterrato         | 30 ottobre 2006   | 12 ottobre 2007   |
| 10 | Rendezvous       | Minuti contati        | 6 novembre 2006   | 12 ottobre 2007   |
| 11 | Bolshoi Booze    | Tortura               | 13 novembre 2006  | 19 ottobre 2007   |
| 12 | Disconnect       | Senza contatti        | 20 novembre 2006  | 19 ottobre 2007   |
| 13 | The Killing Box  | Chiusi in trappola    | 27 novembre 2006  | 26 ottobre 2007   |
| 14 | John Doe         | Nessuna identità      | 22 gennaio 2007   | 26 ottobre 2007   |
| 15 | The Message      | Il messaggio          | 29 gennaio 2007   | 2 novembre 2007   |
| 16 | Chicago          | Il volo della libertà | 5 febbraio 2007   | 2 novembre 2007   |
| 17 | Bad Blood        | Un caso di coscienza  | 19 febbraio 2007  | 9 novembre 2007   |
| 18 | Wash             | La prova              | 26 febbraio 2007  | 9 novembre 2007   |
| 19 | Sweet Caroline   | Grazia presidenziale  | 5 marzo 2007      | 16 novembre 2007  |
| 20 | Panama           | Appuntamento a Panama | 19 marzo 2007     | 16 novembre 2007  |
| 21 | Fin del Camino   | La resa dei conti     | 26 marzo 2007     | 20 novembre 2007  |
| 22 | Sona             | Corsi e ricorsi       | 2 aprile 2007     | 20 novembre 2007  |

## Cast

### Personaggi principali
- Dominic Purcell come Lincoln Burrows
- Wentworth Miller come Michael Scofield
- Robin Tunney come Veronica Donovan
- Amaury Nolasco come Fernando Sucre
- Marshall Allman come L.J. Burrows
- Wade Williams come capitano Brad Bellick
- Paul Adelstein come agente dei Servizi Segreti Paul Kellerman
- Robert Knepper come Theodore "T-Bag" Bagwell
- Rockmond Dunbar come Benjamin Miles "C-Note" Franklin
- Sarah Wayne Callies come Dr.ssa Sara Tancredi
- William Fichtner come agente Speciale dell'FBI Alexander Mahone

## Caccia all'uomo
- Titolo originale: Manhunt
- Diretto da: Kevin Hooks
- Scritto da: Paul T. Scheuring

### Trama
Sono passate otto ore dalla fuga e Michael, Lincoln, Sucre, C-Note e Abruzzi tentano di sfuggire alle guardie che li inseguono. Al Fox River intanto giunge il brillante agente dell'FBI Alexander Mahone, che poco dopo tiene una conferenza stampa rassicurando gli americani che i fuggitivi sono i massimi ricercati nel Paese e che saranno catturati nel più breve tempo possibile. Le condizioni di Sarah appaiono critiche in seguito all'overdose; tuttavia la mattina seguente si risveglia dal coma e viene a sapere che è coinvolta nelle indagini sull'evasione. Veronica si confronta con Terrence Steadman e lo convince che la cosa migliore sia quella di uscire allo scoperto chiamando la polizia. T-Bag, dopo avere messo la mano tagliata in un frigo da viaggio, si reca presso un medico veterinario della zona con l'intenzione di farsela riattaccare. Anche fuori dal carcere Michael riesce a prendersi gioco delle guardie: l'unico che però sembra tenergli testa e capire le sue mosse è Mahone, che esaminando le foto dei suoi tatuaggi a poco a poco cerca di ricomporre il suo piano all'interno e all'esterno del Fox River, cioè il piano che ha costruito per andare a Panama. Lincoln telefona a Veronica: in quel momento bussa alla porta della casa-bunker di Steadman un gruppo di uomini vestiti di nero, che anziché aiutare la ragazza la uccidono immediatamente e si sbarazzano subito dopo del suo corpo.
- Altri interpreti: Jeff Perry (Terrence Steadman), Stacy Keach (Henry Pope).
- Curiosità:
  - Questo è il primo episodio girato a Dallas, Texas.
  - Quando Sara apre l'origami a forma di gru che Michael le ha lasciato, trova il seguente messaggio:

THERE'S A PLAN TO MAKE ALL OF THIS RIGHT
... .. .. . .. .... ... ... .. ....
.... .. .. . ... . .. .. ... .
.. ... . ... ... . .. .
- Ascolti Italia: telespettatori 1 243 000 – share: 8,88%

## Corsa contro il tempo
- Titolo originale: Otis
- Diretto da: Bobby Roth
- Scritto da: Matt Olmstead

### Trama
Michael, Lincoln, Sucre, Abruzzi e C-Note si dividono, ognuno con i loro progetti personali e modi per raggiungere lo Utah, dove Westmoreland ha nascosto il denaro. I due fratelli, dopo avere saputo che LJ sta per essere trasferito in un carcere in Arizona, decidono di recuperarlo una volta arrivato in tribunale. T-Bag riesce miracolosamente a farsi riattaccare la mano da un medico veterinario al quale si è rivolto, che ringrazia uccidendolo e rubandogli l'auto con il quale si dirige verso il tesoro di Westmoreland. Tweener risponde all'annuncio di una ragazza di nome Debra Jean che è diretta verso lo Utah e vorrebbe dividere le spese del viaggio. Il direttore Pope e Bellick vengono interrogati da una commissione circa gli evasi e viene chiamato a testimoniare Geary, l'ex-guardia carceraria cacciata da Pope, che afferma come Bellick si facesse pagare da Abruzzi per potere dirigere il P.I.; Pope, inizialmente sospeso, decide di licenziarsi dopo avere appreso che Bellick è stato rimosso dal suo incarico al Fox River. Mentre il direttore, ripensando alla fiducia riposta in Michael, si scaglia contro il Taj-Mahal, Bellick medita il suicidio, rinunciadovi dopo avere appreso la notizia che è stata messa una taglia di 100 000 dollari sulla testa di ciascun evaso e di 300 000 su quella di Lincoln. Michael e Lincoln riescono ad avvicinare LJ, ma la presenza di Mahone, il quale aveva nuovamente intuito il brillante piano di Michael, manda a monte la fuga del giovane, obbligando i due fratelli a una rapida fuga in cui Lincoln viene colpito a una gamba da un proiettile.
- Altri interpreti: Lane Garrison (Tweener), Matt DeCaro (Roy Geary), Stacy Keach (Henry Pope).
- Curiosità:
  - Questo è il primo episodio in cui non sono presenti le protagoniste femminili della serie, Sara Tancredi e Veronica Donovan (uccisa nell'episodio precedente).
  - Il titolo dell'episodio, Otis, fa riferimento al nome di un'azienda che produce ascensori. È parte degli indizi che Lincoln affida al figlio mettendolo a conoscenza del piano organizzato con Michael per la sua evasione.
  - L'auto che T-Bag ruba a fine episodio è una Jeep Grand Cherokee (che fa parte del gruppo Chrysler) con il sistema di navigazione satellitare On-Star. Tale sistema però è disponibile unicamente per veicoli della General Motors.
- Ascolti Italia: telespettatori 1 163 000 – share: 15,41%

## Inseguimento
- Titolo originale: Scan
- Diretto da: Bryan Spicer
- Scritto da: Zack Estrin

### Trama
Michael chiede aiuto a Nika per fermare l'emorragia di Lincoln. Subito dopo cerca di recuperare l'automobile lasciata davanti al negozio di ferramenta che però è stata portata in un deposito perché priva del ticket relativo alla sosta. Bellick incontra casualmente Geary in un minimarket e i due dopo essersi azzuffati decidono di mettersi in società per catturare i fuggitivi. Prima di andare a caccia, Bellick fa però visita a Manche e riesce a farsi dire dall'uomo dove sono diretti gli evasi. Michael nel frattempo raggiunge il deposito e sta per riprendersi l'automobile quando arriva una telefonata di Mahone: un uomo, infatti, ha rubato la borsa che era al suo interno e il contenuto di questa (compresi i passaporti) viene consegnato all'FBI. Mahone chiede al ragazzo del deposito di temporeggiare ma Michael intuisce tutto e fugge prontamente per andare a prendere Lincoln, ormai ristabilitosi. Sucre viene a sapere da un suo amico che Maricruz si sposerà due giorni dopo con Hector a Las Vegas e, dopo aver rubato un'automobile ed essere scappato da un agente della polizia che lo aveva identificato, prende in prestito la moto dell'amico con l'intenzione di fermare il matrimonio. C-Note si mette in contatto con la figlia e la moglie; quest'ultima tradisce però la sua fiducia raccontando ai federali ciò che sa. Sara, appena dimessa, viene arrestata e alla stazione di polizia le fa visita il padre che le consiglia caldamente di dichiararsi non colpevole e dimostra ancora una volta alla figlia quanto tenga più alla sua carriera che alla ragazza; L'uomo sta infatti per essere eletto vicepresidente. Il giorno stesso Sara riprende a frequentare le riunioni per tossicodipendenti e qui viene tenuta d'occhio da Kellerman che finge di avere lo stesso suo problema. Michael e Lincoln riescono a fare credere a Mahone di essere rimasti uccisi durante l'esplosione della loro automomobile. Bellick però, seguendo Nika sopraggiunta sul luogo dell'esplosione per recuperare i due fratelli, si mette all'inseguimento dei fuggitivi, ormai sicuri di aver fatto perdere le loro tracce.
- Altri interpreti: Holly Valance (Nika Volek), John Heard (Governatore Tancredi), Joseph Nunez (Manche).
- Curiosità:
  - Quando Fernando Sucre viene fermato da un agente di polizia finge di chiamarsi Miller. L'attore che interpreta Michael Scofield si chiama Miller
- Ascolti Italia: telespettatori 1 498 000 – share: 11,20%

## La sfida continua
- Titolo originale: First Down
- Diretto da: Bobby Roth
- Scritto da: Nick Santora

### Trama
Bellick e Geary mandano fuori strada l'automobile di Michael, Lincoln e Nika e li costringono a seguirli per recuperare i soldi di Westmoreland. Lincoln però danneggia la ruota dell'automobile dei due ex-agenti del Fox River così sono costretti a fermarsi in un vecchio deposito in attesa di sostituirla. Kellerman riesce ad avvicinarsi a Sara durante le sedute di gruppo e diventa suo amico. Abruzzi incontra sua moglie Sylvia. La donna si offende quando John le racconta che vuole vendicarsi di Fibonacci prima di lasciare gli Stati Uniti e ricominciare una nuova vita con la sua famiglia in Sardegna. Tweener continua il suo viaggio in automobile verso lo Utah assieme a Debra Jean. Lo strano comportamento del ragazzo la insospettisce e la ragazza sembra mettersi in contatto con le autorità. T-Bag invece è costretto a lasciare la sua automobile ma riceve inaspettatamente un passaggio da un uomo colpito dalla sua storia, inventata, di reduce di guerra. L'uomo, Jerry, è accompagnato da Danielle, la sua graziosa figlia quattordicenne, che T-Bag cerca di avvicinare non appena rimane solo con lei. Danielle scappa dal padre e segue una lite tra i due uomini al termine della quale T-Bag avrà la meglio rubando l'auto. Mahone lavora su alcuni dati recuperati dal vecchio hard disk di Michael e attraverso questi riesce a trovare il punto debole di Abruzzi: Fibonacci. I sospetti di Tweener si rivelano errati e Debra Jean confessa al ragazzo di essere innamorata di lui e che le sue telefonate erano con il padre molto protettivo. Il viaggio e le telefonate di Mahone riguardanti un albergo si rivelano quindi non riferite alla ricerca del ragazzo ma dell'evaso ex-boss mafioso. Dopo avere fatto sapere, attraverso una soffiata, ad Abruzzi che Fibonacci è a New York e sta alloggiando presso un motel della città, lo circonda con i suoi uomini e gli chiede di consegnarsi inginocchiandosi e posando la pistola. John si rifiuta e tenta anzi di fare fuoco su Mahone. I federali rispondono uccidendolo con una raffica di colpi. Nika, dopo aver tentato solo apparentemente di allearsi con Bellick, aiuta Michael e Lincoln a scappare, salvo poi fermarli e minacciarli di consegnarli alle autorità per incassare i soldi della taglia, come vendetta per l'amore non ricambiato di Michael. Lincoln però ha tenuto con sé il caricatore della pistola così i due fratelli possono proseguire il loro viaggio verso lo Utah. Michael intanto viene a sapere da Bellick ciò che è successo a Sara e la chiama immediatamente per scusarsi di tutto, dirle che ciò che c'era tra loro era reale e che è già in suo possesso qualcosa in grado di proteggerla. Kellerman ascolta la conversazione. Mahone riceve i resoconti delle analisi effettuate sui corpi trovati nell'auto di Michael e Lincoln, scoprendo, senza sorpresa, che si trattava di semplici corpi di maiali; l'uomo inizia a paragonare Michael ad Oscar Shales, un misterioso individuo che sembrerebbe essere riuscito a sfuggirgli tempo prima.
- Altri interpreti: Kristin Malko (Debra Jean), Lane Garrison (Tweener), Danielle Divecchio (Sylvia Abruzzi), Matt DeCaro (Roy Geary), JB Blanc (Jerry Curtin), Demi Lovato (Danielle Curtin), Holly Valance (Nika Volek).
- Curiosità:
  - Nika dice che consegnando Michael e Lincoln alla polizia, guadagnerà 200.000 dollari. In realtà la taglia del solo Lincoln è pari a 300.000. In effetti però calcolando che le tasse sono pari al 40%, Nika guadagnerebbe una cifra più vicina ai 200.000 che ai 400.000.
  - In un articolo di giornale presente nell'HD di Michael, il nome della Dottoressa Tancredi è "Sara Wayne Tancredi". Ricordiamo che il nome dell'attrice che la interpreta è Sarah Wayne Callies.
  - Sia Michael Scofield che Lincoln Burrows hanno come sangue B negativo.
  - Il titolo "First Down" può riferirsi alla prima "caduta" del gruppo degli evasi, con la morte di John Abruzzi.
- Ascolti Italia: telespettatori 1 115 000 – share: 14,66%

## In ordine sparso
- Titolo originale: Map1213
- Diretto da: Peter O'Fallon
- Scritto da: Karyn Usher

### Trama
Michael e Lincoln si dirigono verso Tooele, nello Utah, alla ricerca del Double K ranch dove è sepolto il denaro di Westmoreland. Un agente di polizia si reca nel motel dove è Tweener e chiede a Debra Jean se lo riconosce attraverso una foto. La ragazza mente affermando di non averlo visto e lascia a Tweener le chiavi dell'auto sapendo che di là a poco la abbandonerà su una strada. Sucre arriva a Las Vegas e riesce a parlare con la sorella di Maricruz convincendola a portare la ragazza da lui; Hector anticipa la promessa sposa ed allerta la polizia prima di confrontarsi con Sucre, il quale è costretto a lasciare la cappella dopo avere consegnato un pegno alla sorella di Maricruz per la compagna. Mahone appare interessato soprattutto a rintracciare Michael e viene alla luce la sua dipendenza da pillole calmanti. Kellerman riceve una visita da un agente dei Servizi Segreti di nome Bill Kim che appare molto interessato agli sviluppi nelle indagini. Sara riceve un nuovo origami da parte di Michael. Kellerman che trascorre la serata con lei lo nota immediatamente e inizia ad indagare sul numero impresso su di esso. C-Note che sta viaggiando su un treno nei pressi di Green River, è costretto ad abbandonarlo tuffandosi nel fiume, non prima però di aver cercato su internet l'indirizzo del Double K Ranch con le relative coordinate. Le ricerche di Michael e Lincon riguardo al ranch incontrano invece un ostacolo quando scoprono che qualcuno ha strappato la pagina dei registri catastali del comune dove è disegnata la mappa interessata. Poco dopo i due incontrano T-Bag che afferma che la mappa è nelle mani di Tweener, con il quale si era incrociato poco prima. Michael e Lincon chiudono T-Bag nel bagagliaio della loro auto e vanno alla ricerca di Tweener che era stato catturato da un negoziante locale che lo aveva riconosciuto. In realtà è T-Bag ad avere la mappa che, chiuso nel bagagliaio, ha il tempo di memorizzarla e di distruggerla ingoiandola. Il padre di Sara inizia ad avere delle supposizioni su quanto realmente successo a Lincoln ed a cosa voglia mettere in atto la Compagnia. Mahone, seguendo gli indizi recuperati dall'hard disk di Michael, è riuscito a risalire alla vera storia di D.B. Cooper, ovvero Westmoreland, ed intuisce le intenzioni dei fuggitivi di raggiungere lo Utah. Al ritorno di Michael, Lincon, e Tweener, T-Bag rivela loro di aver distrutto la mappa e di guidarli alla giusta posizione in cambio di una parte dei soldi; Si dirigono quindi verso il ranch, ma scoprono che la zona è divenuta nel frattempo una vasta zona residenziale.
- Altri interpreti: Kristin Malko (Debra Jean), Lane Garrison (Tweener), John Heard (Governatore Tancredi), Kurt Caceres (Hector).
- Curiosità:
  - L'indirizzo di Sara è: 1616 Vanleer Dr., #236 Chicago, Il 60613.
  - Il titolo dell'episodio Map 1213 si riferisce alla mappa 1213 relativa alla proprietà di un certo Karl Kokosing.
  - La canzone che fa da sottofondo alla scena di Tweener e Debra Jean nel motel è Under the Milky Way Tonight dei The Church.
- Ascolti Italia: telespettatori 1 278 000 – share: 7,99%

## Suddivisione
- Titolo originale: Subdivision
- Diretto da: Eric Laneuville
- Scritto da: Monica Macer

### Trama
Haywire continua il suo viaggio per la libertà in bicicletta, irrompendo in un fast food chiuso cibandosi di tutto quello che è a sua disposizione. Michael, Linc e T-Bag, dopo aver chiuso Tweener nel bagagliaio, esplorano la zona residenziale dove prima era situato il Double K Ranch. Grazie ai ricordi di T-Bag e alle intuizioni di Michael, i tre riescono ad individuare con certezza la posizione del vecchio silo dove sono sotterrati i cinque milioni di dollari di D.B. Cooper. Michael chiede a Tweener di ritornare al negozio di giardinaggio e di portar loro alcuni oggetti in modo da poter entrare in quella proprietà senza destare sospetti. Al negozio però arriva un amico del proprietario che, insospettito dalla situazione, tenta di mettersi in contatto con lo sceriffo locale. Tweener lo ferma in tempo colpendolo con una pala e rinchiudendolo in uno sgabuzzino ma durante il viaggio di ritorno verso il complesso residenziale si dimentica di fare il pieno di benzina. Con la scusa di un guasto elettrico, Michael, Linc, T-Bag e Tweener entrano nel garage dell'abitazione costruito sopra il silos, ora di proprietà di una donna provocante; la stessa comincia a farsi domande sulla presenza così tempestiva di una squadra di molti uomini ma T-Bag riesce a distrarla flirtandoci. Poco dopo fanno irruzione nell'edificio anche C-Note e Sucre che si erano incontrati precedentemente lungo la statale e che pretendono anch'essi una parte del bottino. Haywire entra in una casa abitata da un'anziana signora cieca che pensa si tratti del figlio tornato a casa. Dopo essersi rifocillato, rimane impietrito di fronte ad un quadro raffigurante un paesaggio olandese completo di papaveri e mulino a vento e, in preda ad una sorta di raptus, lo strappa dalla cornice con un coltello da cucina. Sara riceve un nuovo origami da parte di Michael con impressa una serie di numeri, simili a quelli della volta scorsa. Il padre intanto ha riconosciuto Kellerman/Lance in un edificio governativo e le telefona dicendole di stare lontano da quell'uomo e di avere scoperto che Burrows è stato effettivamente incastrato; In quel momento però si presenta alle spalle di Sara proprio Kellerman che non potendo più contattare direttamente la Presidente Reynolds ora appare ancora più interessato ad eseguire il suo "lavoro". Mahone, intanto, è sempre più ossessionato dalla fuga di Michael e riesce a risalire alla zona in cui potrebbe essere sepolto il denaro di D.B. Cooper. Arrivato a Tooele, dopo avere salvato i due uomini legati e reclusi da Tweener, riesce a catturare il giovane fuggitivo, tornato in città a fare rifornimento in un distributore di benzina. Nel complesso residenziale, la donna, dopo averci flirtato, confessa a T-Bag di essere interessata a Lincoln, scatenando una gelosa reazione violenta dell'uomo che riesce però a trattenersi dall'ucciderla. Poco dopo arriva sul luogo una pattuglia della polizia con a bordo una donna agente e T-Bag minaccia la proprietaria di casa.
- Altri interpreti: Lane Garrison (Tweener), Silas Weir Mitchell (Haywire), John Heard (Governatore Tancredi), Reggie Lee (Bill Kim), Diana Scarwid (Jeanette Owens), Alexandra Lydon (Ann).
- Curiosità: Durante lo scavo della buca, Michael Scofield informa gli altri del gruppo di un sito web per comunicare tra loro se avessero avuto bisogno di aiuto, www.goldfinch.net
- Ascolti Italia: telespettatori 1 068 000 – share: 12,95%

## Fantasmi del passato
- Titolo originale: Buried
- Diretto da: Sergio Mimica-Gezzan
- Scritto da: Seth Hoffman

### Trama
L'agente che ha parcheggiato davanti alla casa di Jeannette non è altri che la figlia della donna. Mentre T-Bag minaccia di tagliare la gola alla madre, Lincoln riesce a fermare la ragazza e le due vengono legate ad una sedia e guardate a vista da Sucre. Gli altri continuano a scavare finché Lincoln apprende dal telegiornale che LJ verrà rilasciato l'indomani a causa della perdita di alcune prove. L'uomo decide perciò di andare a recuperarlo dividendosi da Michael con il quale però stabilisce di incontrarsi presso un certo luogo, tre giorni dopo, ad una determinata ora. In realtà LJ è stato rilasciato grazie ai Servizi Segreti che vogliono usarlo per tendere un'imboscata a Lincoln. I Servizi inoltre inscenano il suicidio del padre di Sara e l'agente Kim annuncia a Kellerman che il loro prossimo obiettivo sarà la dottoressa Tancredi. Michael e C-Note continuano a scavare ma si insospettiscono per il ritardo di Tweener. Quest'ultimo, messo sotto custodia, non vuole rivelare a Mahone il luogo dove sono i suoi ex-compagni di fuga. Mahone cerca di conquistare la sua fiducia raccontandogli della faccenda di Oscar Shales, un pericoloso omicida che lo ha tormentato con la sua fuga anni addietro. Haywire continua la sua fuga solitaria e, dopo essersi fermato presso un bazar, fa amicizia con un cagnolino e pensa di potersi costruire una zattera con la quale dirigersi in Olanda, affascinato del quadro rubato in casa dell'anziana signora cieca. Ann, la poliziotta figlia di Jeannette, fa pressione su Sucre affinché si consegni alla polizia non compromettendo il suo futuro e quello del suo bambino. Sara non riesce a credere che il padre possa essersi ucciso in seguito al ritiro della sua candidatura come vicepresidente degli Stati Uniti e trova una misteriosa chiave nello studio in cui l'uomo si è, all'apparenza, impiccato. Tornata a casa scopre che qualcuno ha preparato per lei una dose letale di morfina: mentre l'osserva sconvolta, si vede un'ombra alle sue spalle. Tweener decide di collaborare con Mahone a patto che si rechi lui stesso nella casa in cui sono i fuggitivi. In realtà il ragazzo li porta a casa di Debra Jean alla quale chiede scusa e promette di scriverle una volta tornato in carcere. Michael, C-Note e T-Bag trovano finalmente il denaro e dicono a Sucre che possono finalmente andar via; Quest'ultimo però si presenta con la pistola in pugno e ordina loro di non muoversi. Mahone, sconvolto per l'atteggiamento di Tweener, porta via con sé il ragazzo. Dopo essersi fermato sul ciglio della strada, gli rivela che in realtà ha ucciso Oscar Shales in quanto la sua cattura stava diventando troppo complicata ed, in preda ad una furia psicotica, colpisce più volte Tweener sparandogli con la pistola uccidendolo e posizionando un'altra pistola nelle mani del giovane, inscenando così una sparatoria per legittima difesa.
- Altri interpreti: Silas Weir Mitchell (Haywire), John Heard (Governatore Frank Tancredi), Reggie Lee (Bill Kim), Alexandra Lydon (Ann), Joe Inscoe (Lyle Sands), Wilbur Fitzgerald (Bruce Bennett), Diana Scarwid (Jeanette Owens), Kristen Malko (Debra Jean Belle).
- Curiosità: Sucre dice alla poliziotta che gli sarebbero rimasti diciotto mesi da scontare in prigione, mentre nella prima serie erano sedici.
- Ascolti Italia: telespettatori 1 287 000 – share: 8,23%

## Caduta mortale
- Titolo originale: Dead Fall
- Diretto da: Vincent Misiano
- Scritto da: Zack Estrin

### Trama
Sucre si fa consegnare lo zaino con i cinque milioni di dollari e si allontana in moto dalla casa di Jeanette. Michael, dopo essersi assicurato che la donna e sua figlia riusciranno presto a liberarsi, tenta inutilmente di assicurare alla giustizia T-Bag: l'uomo infatti si è già volatilizzato. Mentre C-Note esce dalla casa cercando di evitare la polizia, Michael si dirige verso il bosco e qui lo vediamo incontrare il suo vecchio compagno di cella con il quale era in realtà d'accordo per dividere il denaro. Michael inoltre ricorda all'amico che una parte del denaro andrà alla figlia di Charles Westmoreland e che si preoccuperà di inviare una somma ingente anche alla famiglia di C-Note. I due tuttavia scoprono che nello zaino non c'è il denaro ma soltanto delle riviste: i soldi sono stati infatti presi da T-Bag, il quale, dopo aver acquistato da uno sconosciuto un pick-up, ha tutta l'intenzione di mettere in atto la sua vendetta nei confronti di Susan Hollander, la donna con cui aveva una relazione e che lo ha denunciato alla polizia. Bellick e Geary cercano però di raggiungerlo per arrivare ai suoi soldi. Sara, scioccata di fronte alla dose di morfina preparata nel suo soggiorno, viene immediatamente minacciata da un agente dei Servizi Segreti, lo stesso uomo che ha colpito a morte Veronica Donovan. Nonostante ciò, la dottoressa riesce a liberarsi dell'uomo spruzzandogli negli occhi il contenuto di una bomboletta spray. Una volta al sicuro, telefona a un collaboratore del padre informandolo della sua posizione. Poco dopo arriva sul posto una macchina scura dalla quale partono dei colpi diretti verso una donna ferma alla cabina usata da Sara e molto simile alla dottoressa. La ragazza muore poco dopo e Sara è costretta a rubarle i documenti per cercare di proteggersi. Si rende conto inoltre che non può fidarsi neanche dell'amico del padre e prova a decifrare i messaggi criptati che Michael le ha inviato attraverso degli origami. Anche Kellerman è deciso a trovare una soluzione ed entrambi riescono a decriptare i codici. A Sara però manca il quarto e ultimo origami, dove sono contenute le indicazioni sul luogo in cui potrà incontrare Michael, rimasto nel suo appartamento e recuperato da Kellerman, al quale manca a sua volta il terzo messaggio di Michael. Lincoln riesce a raggiungere LJ ma è costretto a non farsi vedere per evitare i Servizi Segreti. Paga quindi un ragazzo affinché insceni una lotta con LJ per farlo finire in ospedale. Una volta arrivato in ospedale il ragazzo viene prelevato dal padre. Michael e Sucre tentano di scappare dalla polizia ormai vicina a loro. Nel tentativo di attraversare un fiume, Sucre rimane però incastrato sotto un pesante tronco. Nonostante il ragazzo dica a Michael di lasciarlo indietro e di mettersi in salvo, Michael non abbandona l'amico e riesce a liberarlo trainando il tronco con la moto dell'amico di Sucre. Una volta in salvo acquistano due automobili con i pochi soldi in loro possesso pronti a separarsi nuovamente in quanto, nonostante la proposta di Michael di andare con loro a Panama, Sucre, ha saputo che Maricruz non ha sposato Hector ed ha deciso di rintracciarla immediatamente. Mahone viene interrogato dagli Affari Interni che ovviamente giudicano la dinamica della morte di Tweener non compatibile con il racconto dell'agente. Poco dopo arriva però una telefonata che permette a Mahone di tornare a lavorare sul caso: l'agente dell'FBI sta infatti collaborando con Kellerman e promette a quest'ultimo che porterà a termine la missione per il quale è stato incaricato, ovvero uccidere tutti i fuggitivi del Fox River.
- Altri interpreti: Reggie Lee (Bill Kim), Matt DeCaro (Roy Geary), Alexandra Lydon (Ann), Wilbur Fitzgerald (Bruce Bennett), Diana Scarwid (Jeanette Owens), Jason Davis (Wheeler).
- Curiosità:
  - Il numero scritto nel secondo origami di Michael fatto recapitare a Sara è "7363398687" che significa "Rendezvous" utilizzando il linguaggio T9 presente nei telefoni cellulari mentre il terzo messaggio "7863696468 significa "Sundownhot".
- Ascolti Italia: telespettatori 956 000 – share: 12,29%

## Dissotterrato
- Titolo originale: Unearthed
- Diretto da: Kevin Hooks
- Scritto da: Nick Santora

### Trama
Michael si reca presso un orto botanico con l'intenzione di fare un passo ulteriore nel suo piano ma è costretto a fuggire dopo aver notato la presenza di due agenti dell'FBI. Mentre è seduto presso una tavola calda, assiste ad un servizio televisivo sugli evasi del Fox River e viene a sapere della morte di Tweener e del recupero dell'hard-disk del suo computer. A questo punto decide di indagare su Alexander Mahone il quale, grazie anche agli indizi ricevuti da Kellerman, è sempre più vicino alla sua cattura. Sara intanto tenta di recuperare la frase mancante dei messaggi di Michael e, grazie ad un'intuizione, arriva alla soluzione e prenota immediatamente un volo per Gila, New Mexico. Lincoln e LJ continuano il loro viaggio ma vengono notati da una cameriera e sono quindi costretti a lasciare l'automobile e proseguire la loro fuga a piedi. T-Bag, dopo aver messo al sicuro i soldi, si reca a casa di Susan Hollander ma la donna dopo aver saputo della sua evasione è fuggita immediatamente mettendo in vendita la sua proprietà. Poco dopo arrivano sul posto Bellick e Geary i quali, controllando la sua corrispondenza al Fox River, hanno intuito l'intenzione dell'uomo di rivedere quella donna. Dopo averlo colpito lo legano a una sedia e cominciano a torturarlo per sapere dove sono i soldi di Westmoreland. C-Note cerca di ricongiungersi con la famiglia ma la moglie viene minacciata da un agente dell'FBI. Alla fine riesce nel suo intento ma il loro futuro appare molto incerto. Michael, dopo avere fatto visita a Pam, l'ex-moglie di Mahone, riesce a ricostruire la storia relativa alla scomparsa di Oscar Shales e intuisce che l'agente lo ha ucciso e sotterrato nel suo giardino all'insaputa di tutti. Lo chiama quindi al telefono e gli propone un accordo: l'omicidio di Shales rimarrà un segreto ma lui smetterà di cercare di catturare lui e Lincoln; La risposta di Mahone è negativa in quanto l'agente è riuscito a decifrare il quarto messaggio inviato da Michael a Sara e sta già organizzando un piano di cattura. Lincoln e LJ tentano infine di prendere un treno ma sono riconosciuti da un uomo. Per evitare di essere catturati da un agente della sicurezza i due scappano, ma LJ viene investito da un'automobile: i due sono quindi immediatamente arrestati.
- Altri interpreti: Matt DeCaro (Roy Geary), Helena Klevorn (Dede Franklin), Mike Jones (Darius), Callie Thorne (Pamela Mahone), Jason Davis (Wheeler), Barbara Eve Harris (Lang).
- Note:
  - il quarto, e ultimo, messaggio di Michael a Sara è "Elgilanm63", che unito agli altri compone la frase "Rendezvous Sundown Hotel Gila NM 6-3" ovvero "Reincontrasi al Sundown Hotel di Gila - New Mexico il 06/03"; Nonché il giorno successivo nella linea temporale della serie.
- Ascolti Italia: telespettatori 1 319 000 – share: 8,23%

## Minuti contati
- Titolo originale: Rendezvous
- Diretto da: Dwight H. Little
- Scritto da: Karyn Usher

### Trama
Agli uffici dell'FBI arriva la notizia della cattura di Lincoln e suo figlio. Gli stessi agenti federali e Paul Kellerman tentano di mettersi in contatto con Mahone che però ha il telefono staccato. L'uomo nel frattempo è arrivato a Gila con l'intenzione di uccidere Michael. L'automobile della polizia con Lincoln e LJ viene speronata da un misterioso furgoncino nero. Poco dopo vi escono degli uomini che dicono di essere dalla loro parte e di lavorare per il padre. Sara ha preso una stanza nell'hotel indicatole da Michael negli origami. Le arriva un fax con il posto dove avverrà l'incontro. All'ora stabilita arriva Michael: la ragazza si mostra chiaramente fredda nei suoi confronti e gli dice che nel frattempo ha perso anche il padre. Michael si scusa per tutto quello che le è accaduto a causa sua e le dice che ha una soluzione: andare assieme a Panama. Alcuni istanti dopo arriva Mahone che, rintracciato il Sundown Hotel, è venuto a conoscenza del luogo dove i due si sarebbero incontrati. Dopo uno scontro tra le automobili, Michael e Sara si nascondono presso un magazzino. T-Bag continua ad essere torturato da Bellick e Geary ma l'uomo non dice alle due ex-guardie del Fox River dove ha nascosto i soldi di Westmoreland. Sucre contatta Theresa, la sorella di Maricruz, e la ragazza gli dice che entro un paio di ore le due partiranno per il Messico "sfruttando" il viaggio delle nozze poi saltate. Sucre implora la donna di farlo chiamare dalla sorella prima di partire. Mentre Sara riesce ad uscire dal magazzino e raggiungere l'automobile di Mahone, Michael tenta di non farsi catturare dall'agente federale. Poco dopo, accortosi della presenza di una conduttura di gas propano, la apre e rinchiude Mahone in una gabbia metallica. L'agente ha sì la pistola, ma se gli sparerà moriranno entrambi. Michael raggiunge quindi Sara e i due si dirigono in un motel. La telefonata che Sucre attendeva da Maricruz arriva ma l'uomo non può rispondere perché in quel momento giunge alla stazione di servizio una pattuglia della polizia. Poco dopo lascia un messaggio in segretaria in cui dice alla sua amata che la raggiungerà in Messico. Lincoln non si fida degli uomini che lo hanno preso e sta per scappare quando Jane gli dice che il padre non vede Michael da dieci anni (in realtà Michael non ha mai incontrato suo padre). In quel momento arriva però il padre che cerca di rassicurare il figlio e, dopo aver fatto la conoscenza del nipote LJ, gli dice che presto non dovranno più fuggire. Uno degli uomini del padre viene contattato dal signor Kim che gli ordina di eliminare i tre Burrows. Bellick e Geary riescono ad avere da T-Bag la chiave dell'armadietto dove l'uomo ha nascosto i soldi. Dopo averlo legato a un termosifone chiamano il 911 e raggiungono la stazione degli autobus. Qui Geary colpisce Bellick e si prende lo zaino con i soldi. Michael e Sara parlano del loro futuro ma la ragazza abbandona la stanza del motel mentre Michael si sta facendo una doccia. Salita in automobile ripensa alla sua decisione e mentre scende per ricongiungersi con Michael arriva Kellerman che la minaccia con una pistola.
- Altri interpreti: Tony Denison (Aldo Burrows).
- Ascolti Italia: telespettatori 1 138 000 – share: 14,97%

## Tortura
- Titolo originale: Bolshoi Booze
- Diretto da: Greg Yaitanes
- Scritto da: Monica Macer, Seth Hoffman

### Trama
Per evitare che venga preso dalla polizia, T-Bag si stacca nuovamente la mano sinistra. Michael si reca presso un negozio per acquistare delle fiale di olio per canne da pesca e un GPS. Non avendo i soldi necessari per comprare quest'ultima lo ruba spintonando l'anziano proprietario. Immediatamente ha una crisi di coscienza: ripensa a tutte le morti e le azioni negative successive al suo arresto e si reca presso una chiesa per confessarsi. Sara viene portata da Kellerman presso la stanza di un motel e legata a una sedia: l'uomo le chiede di dirgli cosa le ha dato il padre prima di morire. Sara gli nasconde l'esistenza della chiave trovata nello studio e inizia a subire le torture dell'agente. L'uomo in contatto con Bill Kim inizia a uccidere gli uomini di Aldo Burrows ma Lincoln se ne accorge prima che entri nella stanza dove si trovano lui, LJ ed il padre. Dopo una colluttazione, interviene Jane che lo uccide sparandogli. Michael riceve un passaggio da un automobilista che lo porta a circa 70 miglia dal confine nord messicano. Dopo aver camminato per molte ore arriva al punto indicato nella scritta 'Bolshoi Booze', le cui lettere, lette al contrario, stanno a indicare delle coordinate. Da Mahone, ancora rinchiuso nella gabbia, arriva Bill Kim che si mostra niente affatto soddisfatto del suo operato. Lincoln decide di partire assieme a suo padre per incontrare Michael e lascia che di LJ se ne occupi Jane. Michael si incontra nel punto prestabilito con degli spacciatori messicani ai quali aveva promesso della nitroglicerina in cambio di un volo per Panama. Bellick viene medicato in ospedale dopo l'aggressione subita da Geary ma al detective mente dicendo di essere stato aggredito da un ragazzo di colore. Geary nel frattempo ha preso in affitto una lussuosa stanza in un albergo e invita alcune prostitute. Gli spacciatori fanno un controllo sulle fiale e si accorgono che contengono della semplice acqua zuccherata. Nel momento in cui stanno per uccidere Michael interviene Sucre che colpisce il loro capo. Sara continua a essere torturata da Kellerman che immerge il suo viso nell'acqua della vasca da bagno. Alla porta della stanza di Geary bussa T-Bag che è riuscito a localizzare i soldi tramite un localizzatore comprato presso un negozio per forniture militari, avendo nascosto la trasmittente nella borsa con il denaro. L'uomo colpito da Sucre viene convinto dai suoi complici a riferire la posizione dell'aereo che porterà gli evasi oltre il confine; Prima di andare, Michael, in preda ai sensi di colpa, libera l'uomo e questi gli confessa la vera posizione da raggiungere: al settimo miglio della Route 4 al tramonto. Mentre Bellick sta per uscire dall'ospedale arriva un'ambulanza con un cadavere: si tratta di Geary, morto dissanguato, ucciso evidentemente da T-Bag. Mahone osservando al rovescio la fotografia del tatuaggio di Michael riesce a intuire il significato nascosto in 'Bolshoi Booze' e, dopo avere telefonato alla ex-moglie dicendole di amare lei così come il loro bambino Cameron, procede lungo lo stesso percorso effettuato da Michael qualche ora prima. Michael e Sucre si incontrano con Lincoln che presenta al fratello il padre mai conosciuto: Michael gli dice però di averlo già incontrato. Kellerman infine riceve da Bill Kim l'ordine di uccidere Sara. L'uomo, inizialmente restio, vista la non complicità della donna, le dice addio e la immerge nuovamente nella vasca.
- Altri interpreti: Reggie Lee (Bill Kim), Matt DeCaro (Roy Geary), Tony Denison (Aldo Burrows), Barbara Eve Harris (Lang), Jason Davis (Wheeler), Callie Thorne (Pam Mahone), Kristin Lehman (Jane Phillips).
- Curiosità:
  - Le lettere che compongono la parola 'Bolshoi Booze' viste al rovescio corrispondono ai numeri della coordinata del luogo dell'incontro di Michael: 32'0'09 (N) e 104'57'09 (O).
- Ascolti Italia: telespettatori 1 918 000 – share: 11,17%

## Senza contatti
- Titolo originale: Disconnect
- Diretto da: Karen Gaviola
- Scritto da: Nick Santora, Karyn Usher

### Trama
Michael rivela di avere già visto il padre Aldo quando, bambino, era stato dato in affidamento presso un'altra famiglia e lo aveva visto uccidere l'uomo che lo maltrattava. Sara viene lasciata sola da Kellerman ad affogare nella vasca: la dottoressa riesce però ad arrivare al tappo e a far defluire l'acqua. Lo aspetta quindi dietro la porta e lo ustiona con il ferro da stiro che l'uomo aveva usato in precedenza contro di lei. Per evitare di essere raggiunta, si lancia quindi dalla finestra ferendosi contro il vetro di un'automobile. C-Note e la sua famiglia sono accampati a Harvey, nel Nord Dakota, ma si rendono conto che la figlia ha bisogno di alcune medicine. Bellick viene interrogato dall'ispettore Slattery sulla morte di Geary. L'uomo cerca di far indirizzare le indagini su T-Bag. Mahone raggiunge Michael, Lincoln, Sucre e Aldo e comincia a sparare contro di loro. Aldo, per salvarli, viene colpito al petto e poco dopo muore, non prima di avere raccomandato loro di trovare Sara Tancredi che è in possesso di una cassetta utile a scagionare Lincoln. La moglie di C-Note si reca presso una farmacia per acquistare il farmaco che le serve ma viene riconosciuta. Poco dopo una volante l'arresta e C-Note è costretto a lasciarla indietro. Mahone si reca presso l'ospedale dove è ricoverato "Coyote", l'uomo che ha fornito a Michael le indicazioni per prendere un aereo per Panama. L'uomo vorrebbe stringere un accordo che preveda la cittadinanza negli Stati Uniti ma l'agente federale lo obbliga a dirgli tutto ciò di cui è a conoscenza. La Slattery comincia a nutrire dei dubbi sulla versione di Bellick sino a quando alcuni indizi la portano ad arrestare l'ex-guardia del Fox River. Kellerman è costretto a dire a Bill Kim che Sara è scappata e per questo motivo viene espulso immediatamente dagli uomini al servizio del Presidente Reynolds. Bill Kim si attiva anche affinché ogni traccia dell'esistenza di Kellerman venga cancellata e/o alterata digitalmente, esattamente come fatto in precedenza per le prove incriminanti di Lincoln. Mentre Sucre prende l'aereo per Panama, Michael e Lincoln decidono di non oltrepassare il confine per cercare di andare avanti nelle indagini che porteranno allo svelamento della verità. Mentre l'aereo con Sucre sta per essere intercettato da un caccia americano chiamato da Mahone l'agente federale riesce a individuare i due fratelli e inizia un inseguimento. Nel momento in cui Michael sta per telefonare a Sara, Mahone tampona violentemente la loro automobile e i due sono costretti ad uscire e ad arrendersi proprio mentre la donna risponde al telefono.
- Altri interpreti: Tony Denison (Aldo Burrows), Helena Klevorn (Dede Franklin), José Zúñiga (Coyote), Jack Watkins (Ufficiale Grady), Romy Rosemont (Det. Kathryn Slattery), Cynthia Kaye McWilliams (Kaycee Franklin).
- Ascolti Italia: telespettatori 1 711 000 – share: 17,25%

## Chiusi in trappola
- Titolo originale: The Killing Box
- Diretto da: Bobby Roth
- Scritto da: Zack Estrin

### Trama
A causa dell'arrivo della polizia di confine Mahone non può portare a termine la sua missione uccidendo Michael e Lincoln. Sucre e il pilota del piccolo aereo che lo ha portato in Messico sono costretti ad atterrare con un paracadute per evitare di essere colpiti dai caccia americani. Al Fox River, intanto, si è insediato il nuovo direttore Ed Pavelka che attende il ritorno nel carcere dei due fratelli. Mahone cerca di rimanere solo con i due prigionieri nel viaggio verso Chicago ma deve arrendersi alla burocrazia. Bill Kim però gli ordina di compiere immediatamente l'ordine impartito pena il coinvolgimento della sua famiglia. T-Bag, dopo essersi "procurato" una protesi da un veterano di guerra, seduce Denise, un'impiegata dell'ufficio postale per avere il nuovo indirizzo di Susan Hollander e, una volta riconosciuto come uno degli "Otto del Fox River", la uccide. Bellick subisce il processo per l'omicidio di primo grado di Geary e il suo avvocato lo convince a patteggiare accettando una condanna pari a 25 anni da scontare nel suo ex-carcere. Una volta giunto a Fox River tuttavia si rende conto che la vita lì dentro non sarà affatto facile come immaginava ed è costretto a condividere la cella con Avocado. Sara tenta di mettersi in contatto con Michael lasciando un messaggio nella segreteria. Kellerman si mette in contatto con Mr. Kim e gli dice di avere un complice negli uomini assegnati al trasferimento di Scofield e Burrows. Kim, dopo avere ricevuto ordini da un misterioso uomo anziano che si esprime semplicemente scrivendo su un blocchetto di fogli, telefona poi a Mahone aggiornandolo sulle novità e ordinandogli di uccidere, oltre a Michael e Lincoln, lo stesso Kellerman. Sara ascolta dal notiziario della cattura di Michael e decide di tagliarsi i capelli per modificare il suo aspetto fisico e far perdere le sue tracce. T-Bag si reca presso la nuova abitazione di Susan e si presenta alla donna, sconvolta. Michael e Lincoln vengono fatti salire su una camionetta ed inizia così il loro trasferimento verso Chicago. Giunti a Albuquerque, scatta il piano ideato da Kellerman: nei pressi di una galleria la camionetta che trasporta i due fuggitivi è costretta a fermarsi a causa di un incidente e Michael e Lincoln vengono lasciati soli nella vettura assieme alle chiavi che chiudono le loro catene e proprio di fronte a un'uscita di emergenza lasciata aperta. Nonostante la situazione sicuramente sospetta, Michael viene convinto da Lincoln a fuggire. Entrati in un tunnel i due sono rincorsi da Mahone che ha in progetto di ucciderli. Da una porta secondaria sopraggiunge però Kellerman che spara al petto di Mahone consigliando ai due fratelli di seguirlo.
- Altri interpreti: Reggie Lee (Bill Kim), Jason Davis (Wheeler), Daniel Allar (Avocado), Phillip Edward Van Lear (Patterson), Dylan Minette (Michael bambino), Max Kirsch (Lincoln adolescente).
- Curiosità:
  - La scena in cui si chiudono le sbarre della cella in cui viene rinchiuso Bellick è praticamente identica al primo incarceramento di Michael; Scena che tra l'altro chiudeva i titoli di apertura della prima stagione.
- Ascolti Italia: telespettatori 1 397 000 – share: 8,73%

## Nessuna identità
- Titolo originale: John Doe
- Diretto da: Kevin Hooks
- Scritto da: Matt Olmstead, Nick Santora

### Trama
Kellerman, Michael e Lincoln fuggono dal tunnel mentre le forze dell'ordine tentano di catturarli e Mahone giace ferito privo di sensi sulle scale. Michael chiede chi sia e Kellerman gli spiega che in passato ha lavorato per il Presidente; Lincoln ricorda che l'agente dei Servizi Segreti ha tentato di ucciderlo e, dopo avere portato fuori strada l'automobile, gli punta contro la pistola. Kellerman però gli dice che è l'unica persona che può aiutarli perché sa dove si trova Terrence Steadman. Al Fox River intanto Bellick deve affrontare i soprusi degli altri carcerati, in particolare di un detenuto che pretende il suo dessert. T-Bag tenta di avvicinarsi a Susan ma la donna è terrorizzata e tenta di lasciar fuori i suoi figli. Essi però, all'oscuro della reale identità dell'uomo, si mostrano entusiasti nel rivederlo. Kellerman affitta un piccolo aereo e porta con sé i due fratelli nel Montana, a Blackfoot, dove si trova Steadman. C-Note continua la sua fuga assieme alla piccola Dede: è però arrivato il giorno del processo della moglie e contatta così un suo amico dicendo che è pronto a costituirsi. L'amico però, dopo averlo informato che è stata negata la cauzione, gli dice che la moglie vuole che continui la sua fuga piuttosto che farsi arrestare e costringere le autorità ad affidare Dede ai servizi sociali. Mahone, ricoverato nell'ospedale di Albuquerque, si riprende abbastanza rapidamente poiché il proiettile della pistola di Kellerman non ha toccato nessun organo vitale. Contattato da Kim, gli dice che ha deciso di rimanere fuori dalla Compagnia. Poco dopo però l'agente viene informato dalla ex-moglie Pam che il loro figlio è stato investito e l'agente dei Servizi Segreti gli fa capire che l'incidente non è avvenuto per caso. Kim viene a sapere che Kellerman è diretto a Blackfoot e ordina quindi che Steadman venga immediatamente trasferito. Arrivano però sul luogo Kellerman, Michael e Lincoln che, dopo una sparatoria con gli agenti dei Servizi Segreti, riescono a portar via l'uomo. I figli della Hollander si rendono conto che T-Bag non è propriamente lo "zio Teddy" e così l'uomo dopo averli minacciati con una pistola li lega a delle sedie e sbarra tutte le uscite della casa, desideroso di vivere assieme a loro come una famiglia, nel caso anche nella morte. Kellerman spiega a Michael e Lincoln che non esiste alcuna prova che l'uomo che è con loro sia Terrence Steadman perché i Servizi Segreti hanno minuziosamente fatto in modo di eliminare tutte le prove che possano essere utili ad una identificazione fisica. L'unica soluzione è quella di andare a Washington. Bellick si ribella agli altri detenuti ma viene avvertito da Stokes che durante la notte verrà prelevato da alcune guardie corrotte. Mahone dice a Kim che riprenderà il proprio lavoro ma nel frattempo l'uomo ha già messo in atto la sua vendetta uccidendo l'agente biondo responsabile dell'incidente del figlio e dell'assassinio di Veronica. Michael, non d'accordo con il piano di Kellerman, decide di chiamare un'emittente televisiva e di rivelare al popolo americano la verità sul fratello del Presidente. Steadman però non vuole assolutamente essere coinvolto ed, in preda al panico, dapprima minaccia di uccidere Kellerman, Michael e Lincoln, poi punta la pistola contro di sé uccidendosi proprio mentre la stanza d'albergo viene circondata dalle forze dell'ordine.
- Altri interpreti: Reggie Lee (Bill Kim), Jeff Perry (Terrance Steadman), Helena Klevorn (Dede Franklin), Danielle Campbell (Gracey Hollander), Quinn Wermeling (Zack Hollander), Steven Chester Prince (Agente Blondie), Andra Fuller (Trey), Christian Stolte (Stolte), Daniel Allar (Avocado), Lester "Rasta" Speight (Banks), K.K. Dodds (Susan Hollander), Callie Thorne (Pam Mahone).
- Ascolti Italia: telespettatori 1 317 000 – share: 16,47%

## Il messaggio
- Titolo originale: The Message
- Diretto da: Bobby Roth
- Scritto da: Zack Estrin, Karyn Usher

### Trama
Notiziario della Fox: Lincoln appare in un messaggio-video. Sei ore prima. Al motel Cutback dove sono Michael, Lincoln e Kellerman arriva la polizia del Montana che attraverso i megafoni li invita a uscire dalla stanza. Michael suggerisce a Kellerman di mostrare il distintivo del Bureau e portarli fuori come suoi arrestati. Segue poi una colluttazione al termine della quale i tre riescono a prendere un'auto e a portare con loro come ostaggio un cameraman di una stazione tv arrivata sul posto. Mahone torna sul posto di lavoro e si informa sugli ultimi aggiornamenti, scoprendo che alcuni dei suoi uomini non sono d'accordo con la sua linea lavorativa. Bellick, pestato a sangue nel corso della notte, è nell'infermeria del Fox River e chiede a Katie di aiutarlo. Michael, Linc e Kellerman si fermano presso un capannone e decidono sul da farsi. Sucre, giunto in Messico, tenta di arrivare con una corriera a Ixtapa dove ha dato appuntamento a Maricruz. Arrivato però a Calomatillo viene invitato a scendere perché senza biglietto. Un uomo anziano conosciuto sulla corriera lo invita a cena e gli offre un posto per dormire durante la notte in attesa del prossimo bus. Continuano le peripezie di Haywire intenzionato a costruire un'improbabile zattera con la quale arrivare in Olanda. Viene fermato da due ragazzi che gli chiedono di comprargli della birra. Haywire accetta e nota che la ragazza ha sui polsi dei segni di maltrattamenti. Il cameraman viene rilasciato e, giunto sul posto di lavoro, mostra il messaggio-video registrato da Michael e Lincoln. Il video, in cui denunciano la Compagnia come collusa con il governo degli Stati Uniti e responsabile dell'intera faccenda, viene immediatamente mandato in onda in televisione e trasmesso via internet provocando una grande irritazione in Mr Kim che si muove affinché la notizia venga al più presto insabbiata. L'FBI interroga il cameraman e si convince che i tre siano diretti a Denver dove poche ore più tardi il Presidente Reynolds terrà una conferenza mentre Mr Kim parla nuovamente con il suo misterioso interlocutore muto. Sucre, dopo aver trovato ospitalità, decide di rubare l'automobile dell'anziano signore e di recarsi a Ixtapa. Lungo la strada viene però fermato da una pattuglia della polizia che lo riporta indietro. L'anziano, sorprendendo Sucre, mente agli agenti dicendo di avergli prestato la macchina e gli offre anche i soldi per la benzina. Mahone inizia a esaminare il nastro e comincia a dubitare del reale messaggio offerto dal video, intuendo un ulteriore significato nascosto; Infatti i tre vogliono in realtà mandare un messaggio a Sara. La soluzione a Mahone la offre Bellick che in cambio di un trasferimento in un reparto più sicuro del Fox River lo informa che alcune parole utilizzate da Michael corrispondono a alcuni capitoli del libro utilizzato dai partecipanti degli alcolisti anonimi. Haywire segue la ragazza e vedendo che sta per essere picchiata dal padre interviene in suo favore colpendo ripetutamente l'uomo. Anche Sara, che ha visto il nastro in televisione, intuisce il significato dei termini utilizzati da Michael e non potendo raggiungerlo immediatamente a Akron, in Ohio, si mette in contatto con lui telefonando all'accettazione del San Thomas Hospital dove era fissato l'appuntamento. Kellerman riceve una telefonata da parte della Reynolds che lo invita a desistere dai suoi propositi di vendetta e di tornare a lavorare per lei; L'uomo, innamorato della donna, sembra accettare.
- Altri interpreti: Jason Davis (Wheeler), Silas Weir Mitchell (Haywire), Patricia Wettig (Presidente Caroline Reynolds), Reggie Lee (Bill Kim), Barbara Eve Harris (Lang), Kaley Cuoco (Sasha).
- Ascolti Italia: telespettatori 1 375 000 – share: 10,00%

## Il volo della libertà
- Titolo originale: Chicago
- Diretto da: Jesse Bochco
- Scritto da: Nick Santora, Matt Olmstead

### Trama
Alla stazione di Evansville, in Indiana, Michael e Lincoln aspettano Sara mentre Kellerman riceve una nuova telefonata da parte della Reynolds. Michael viene a sapere da Sara delle torture a cui è stata sottoposta dall'ex-agente dei servizi segreti e sta per strangolarlo ma l'uomo lo convince a desistere perché è l'unico in grado di aiutarli. Dice di sapere a cosa appartiene la chiave che Sara ha con sé: una cassetta porta sigari presso un club per fumatori di Chicago. Mahone riceve delle segnalazioni di un uomo simile a Haywire che ha compiuto un omicidio a Algoma, in Wisconsin. Kim lo informa che anche Patoshik dovrà però essere eliminato. Kellerman, facendo finta di dover trasportare un pericoloso evaso, riesce a farsi dare un'intera carrozza di un treno diretto a Chicago. Mahone, informato di non avere più l'ultima parola riguardo al da farsi con la sua task-force, fa liberare Bellick e lo incarica di catturare i fuggitivi, partendo da Haywire. Sul treno Sara non riesce a non pensare alle torture subite da Kellerman e, dopo aver fatto allontanare con una scusa Michael, aggredisce Kellerman tentando di strangolarlo ma venendo fermata da Lincoln. Dede, la figlia di C-Note, non si sente bene a causa della malattia ai reni di cui soffre e non riesce a mangiare. Prima che i due possano uscire dalla tavola calda vengono fermati da un rapinatore. Kellerman riceve una nuova telefonata da parte della Reynolds che è disposta a offrirgli la carica di Capo dello Staff in cambio della consegna dei fratelli fuggitivi. Mentre Michael e Sara vivono un momento di intimità, il treno frena bruscamente a causa di un blocco dei binari da parte delle forze dell'ordine. Bellick si reca nella casa di Sasha per chiederle informazioni su Haywire e riesce facilmente a rintracciarlo. C-Note riesce a gestire la delicata situazione con il rapinatore e, dopo avere confessato di essere un evaso, viene aiutato a fuggire prima dell'arrivo delle forze dell'ordine. T-Bag continua a tenere in ostaggio la famiglia di Susan Hollander e riesce persino a gestire un pranzo con una vicina di casa senza destare sospetti. Resosi conto che la vita lì sarebbe però impossibile, decide di trasferirsi con l'intera "famiglia". Michael, Lincoln, Sara e Kellerman riescono con uno stratagemma a scendere alla stazione di Chicago come da programma. Arrivati in città, si dirigono presso il club. Kellerman riceve un'ulteriore telefonata della Reynolds ma intuisce che non era la donna a parlargli ma un sintetizzatore vocale ideato da Kim a cui riferisce di essersi giocato il posto. Michael decide di accompagnare Sara nel misterioso locale e qui le dice che prova i suoi stessi sentimenti. Mahone raggiunge Haywire che nel frattempo è salito su una torre. Qui il federale lo convince a suicidarsi; Haywire si lancia infatti nel vuoto.
- Altri interpreti: Silas Weir Mitchell (Haywire), Reggie Lee (Bill Kim), Channon Roe (il rapinatore), Kaley Cuoco (Sasha), K.K. Dodds (Susan Hollander).
- Ascolti Italia: telespettatori 1 257 000 – share: 17,06%

## Un caso di coscienza
- Titolo originale: Bad Blood
- Diretto da: Nelson McCormick
- Scritto da: Karyn Usher, Paul T. Scheuring

### Trama
Michael e Sara tentano di recuperare il contenuto della cassetta portasigari all'interno del club per fumatori ma sono costretti a fuggire per non essere catturati dalla polizia. Mahone telefona al figlioletto Cameron, ancora in ospedale a seguito dell'incidente, dicendogli di essere dispiaciuto di non essergli stato vicino e di volergli bene. Tuttavia, il federale è costretto a riattaccare poiché riceve una chiamata dall'agente Lang, dalla quale viene avvisato riguardo agli ultimi spostamenti di C-Note. Dede, la figlioletta del fuggitivo, soffre infatti di una malattia ai reni e Mahone intuisce che entro breve tempo la bambina avrà bisogno di cure mediche. Michael scopre che tra i membri del club del governatore risulta iscritto anche l'ex-direttore del Fox River Henry Pope e assieme a Sara si reca a fargli visita a casa. Pope ovviamente non sembra intenzionato ad aiutarli ma Michael riesce a convincerlo in cambio di qualcosa. T-Bag continua a tenere in ostaggio la famiglia di Susan Hollander e li porta nella sua vecchia casa in Alabama. Qui, attraverso dei flashback, si scopre il passato del giovane Theodore costretto a subire le attenzioni morbose del padre. L'automobile di Sucre si ferma lungo la strada per Ixtapa ma riesce a farsi dare un passaggio da un uomo che scopre poi essere una guardia della sicurezza dell'aeroporto della città messicana. Kim viene a sapere che Sara si trova a Chicago e che si è recata presso il club "Corona de Oro" e fa preparare immediatamente un jet per recarsi lui stesso sul posto. Pope entra nel club e, dopo aver aperto la cassetta portasigari di Tancredi, ne prende il contenuto: una chiavetta USB contenente dei dati sensibili. Sucre riesce ad arrivare a Ixtapa e ad incontrare la sua amata Maricruz ma i due devono fuggire rapidamente perché inseguiti dalla sicurezza dell'aeroporto che ha riconosciuto in Sucre il fuggitivo giunto dagli Stati Uniti. Le condizioni di Dede preoccupano molto C-Note che decide di farla visitare prima presso un ospedale, dove però viene scacciato perché privo di documenti e assicurazione medica, e poi presso un ambulatorio dove il dottore, che la visita solo in cambio di una cifra ingente di soldi, afferma che deve essere sottoposta a cure drastiche. L'uomo, disperato, decide di consegnarsi a Mahone con l'accordo che in cambio della libertà per la moglie e delle cure mediche per Dede farà in modo di consegnargli Michael Scofield. T-Bag, dopo avere ricevuto una risposta negativa alla possibilità di essere amato nuovamente da parte di Susan, rinchiude la donna e i suoi due figli in un ripostiglio. Poco dopo però avverte la polizia, facendoli liberare. Kim intercetta Pope all'uscita dal club e sta per obbligarlo a salire in macchina con lui quando interviene Michael che lo investe con l'automobile e Lincoln che lo aggredisce fisicamente. Kellerman sta per salire in macchina con i suoi nuovi alleati quando Sara gli blocca la portiera e all'uomo non rimane altro che fuggire. Una volta in salvo, Michael rivela che aveva promesso a Pope di costituirsi ma l'ex-direttore, che nel locale aveva ascoltato il contenuto della chiavetta USB, gli dice di continuare ciò che sta facendo per dimostrare l'innocenza del fratello. Michael, Lincoln e Sara si recano quindi in un appartamento e, dopo avere collegato la chiavetta USB appena recuperata, aprono il file audio contenuto al suo interno.
- Altri interpreti: Stacy Keach (Henry Pope), Reggie Lee (Bill Kim), Helena Klevorn (Dede Franklin), Camille Guaty (Maricruz Delgado), Michael Gohlke (T-Bag bambino), Zachary Friedman (Cameron Mahone), Rachel Loera (Theresa Delgado), Barbara Eve Harris (Lang), K.K. Dodds (Susan Hollander), Quinn Wermeling (Zack Hollander), Danielle Campbell (Gracey Hollander).
- Ascolti Italia: telespettatori 1 196 000 – share: 8,77%

## La prova
- Titolo originale: Wash
- Diretto da: Bobby Roth
- Scritto da: Nick Santora

### Trama
Bellick si reca nell'ufficio di Mahone per chiedergli il compenso per la cattura di Haywire ma l'uomo gli impone di andare alla ricerca anche di Sucre. Dopo avere ascoltato il nastro Michael, Lincoln e Sara discutono sul da farsi: Lincoln propone di contattare Jane Phillips, la donna che lavorava con il padre e che al momento si sta occupando di LJ, per farsi dare un nome di una persona non corrotta che potrebbe aiutarli. Kellerman acquista da un uomo un fucile di precisione ma per evitare problemi si sbarazza subito del venditore. C-Note, in cambio del rilascio della moglie e delle cure mediche per Dede, promette a Mahone che lo porterà da Michael. Per questo motivo lascia diversi messaggi sul sito www.europeangoldfinch.net, nominato da Michael durante la ricerca del denaro di Westmoreland. Lincoln contatta al telefono LJ che gli esterna il desiderio di continuare a condurre una vita normale, come quella che sta facendo al momento sotto falso nome. T-Bag si reca presso uno psichiatra per parlargli dei suoi tormenti, ma le sue vere intenzioni sono altre: il dottore infatti somiglia all'uomo e T-Bag lo uccide per rubargli l'identità e recarsi a Bangkok, dove potrebbe ottenere una mano umana da potersi far impiantare. Michael e Lincoln decidono di consegnare la registrazione ad un certo Cooper Green, un procuratore generale, amico del padre consigliato da Jane. Chiamano quindi il suo ufficio dove attraverso la segretaria riescono a mettersi in contatto con lui e a stabilire un appuntamento. Sara si reca presso la tomba del padre e qui incontra Bruce, l'ex-collaboratore del padre; la ragazza continua a non fidarsi dell'uomo e a ritenerlo complice della Compagnia, ancora scossa credendolo il mandante della sua, fallita, esecuzione ad un telefono pubblico. Bellick si reca presso il Fox River dove ottiene informazioni su Sucre dal cugino Manche a cui promette il trasferimento ad un carcere di minima sicurezza. Sucre e Maricruz sono intanto arrivati presso la casa della zia dove vengono accolti con grande ospitalità. Lincoln sottopone Cooper Green a un lungo ed estenuante percorso nel parco ed alla fine lo fa incontrare con Michael. Mr Kim ordina a Mahone di recarsi presso l'Ebert Park perché lì Michael e Lincoln hanno fissato un appuntamento con Cooper Green; Kim, vista la imminente cattura dei fratelli, gli ordina inoltre di sbarazzarsi di C-Note. Mahone allora ribadisce all'ex-fuggitivo che aiuterà la sua famiglia ma in cambio dovrà utilizzare il contenuto di un pacco che gli arriverà l'indomani nella sua cella. Sara si reca insieme a Bruce nell'ufficio di Green ma scopre con stupore che l'uomo non ha preso nessun appuntamento con i due fratelli; Telefona quindi immediatamente a Lincoln e lo avverte che l'uomo che ha incontrato Michael è sicuramente un impostore; L'uomo corre immediatamente dal fratello ma Michael ha intuito che l'uomo non è il vero Cooper Green e dopo averlo stordito fuggono dal parco insieme. Kellerman si reca nell'ospedale dove lavora la sorella che non vedeva da molti anni: le dice che le vuole bene e che si renderà presto colpevole di un'azione da molti ritenuta orribile. Bellick prende un aereo diretto in Messico e, casualmente, sullo stesso volo si trova anche T-Bag che, per recarsi a Bangkok il prima possibile, ha preso il volo rallentato dai molti scali intermedi. Michael e Lincoln, tornati in hotel, ricevono la visita del vero Cooper Green che, dopo aver ascoltato la registrazione e tentato di copiarla su un altro supporto magnetico, afferma che non può essere considerata una prova perché priva del marchio temporale originale ma, visto il contenuto incriminante, potrà essere usata per ricattare la Reynolds. Mahone, arrivato al parco, comprende che il luogo in cui sono i due fratelli è un hotel poco distante e, dopo una discussione con Kim realizza dell'innocenza di Lincoln. Subito si dirige là e riceve la conferma che Sara si è registrata presso una stanza. Kellerman si reca con il suo fucile di precisione presso il luogo in cui di lì a poco il Presidente terrà un discorso. C-Note, dopo aver chiesto alla moglie di perdonarlo, decide di utilizzare il cappio che gli è stato recapitato e si impicca nella sua cella.
- Altri interpreti: Reggie Lee (Bill Kim), Patricia Wettig (Presidente Caroline Reynolds), Jeff Perry (Terrence Steadmen), Marshall Allman (LJ Burrows), Joseph Nunez (Manche Sanchez), Camile Guaty (Maricruz Delgado), Barbara Eve Harris (Lang), Jason Davis (Wheeler), Conor O'Farrell (Agente Miller), Taylor Nichols (Dr. Erik Stammel), Tina Holmes (Kristine Pace), Wilber Fitzgerald (Bruce Bennett), Cynthia Kaye McWilliams (Kaycee Franklin), Karl Makinen (Derek Sweeney), Kevin Dunn (Cooper Green).
- Errori:
  - Durante il discorso iniziale di Mahone l'uomo appone una X rossa sulla foto del volto del ricercato Haywire, ma nell'inquadratura successiva si nota come tale simbolo sia mancante, per ricomparire in una terza inquadratura nel giro di pochi secondi.
- Ascolti Italia: telespettatori 1 009 000 – share: 13,99%

## Grazia presidenziale
- Titolo originale: Sweet Caroline
- Diretto da: Dwight T. Little
- Scritto da: Karyn Usher

### Trama
C-Note viene soccorso dalle guardie del carcere e portato immediatamente in infermeria. A Chicago, Michael, Lincoln e Sara decidono di separarsi e di darsi appuntamento in un altro posto più tardi. Mentre Sara sta per lasciare la camera viene fermata da Mahone. Il federale comincia a interrogarla ma la dottoressa si rifiuta di collaborare. Kellerman, non riuscendo ad avere nel mirino o desistendo di proposito, accantona l'intento di uccidere la Reynolds. C-Note, una volta ripresosi, cerca di mettersi in contatto con Mahone ma al telefono risponde l'agente Wheeler che rimane sorpreso dalle parole dell'uomo e intuisce che il federale ha minacciato l'uomo. Lincoln si incontra presso un magazzino con un suo vecchio amico, Derek, che promette di aiutarlo. Michael invece ha raggiunto il corteo tenuto dalla Presidente Raynolds e si fa prendere dalle sue guardie del corpo mentre stringe la mano alla donna e le lascia un biglietto riguardante il messaggio audio. Viene quindi interrogato da Bill Kim che inizia a picchiarlo per farlo parlare. Sucre e Maricruz stanno finalmente vivendo la loro storia d'amore quando vedono alla televisione il filmato che mostra un uomo rubare un bagaglio all'aeroporto e fuggire di corsa; Sucre riconosce T-Bag e pensa di poterlo raggiungere per recuperare i soldi. Mahone continua a chiedere a Sara dove ha appuntamento con Michael e Lincoln ma comincia a mostrare segni di nervosismo, dovuto alla sua dipendenza dal Vatran. Poco prima che Kim uccida Michael che si è rifiutato di rispondere alle sue domande, sopraggiunge la Reynolds che pretende di parlare da sola con il ragazzo. Michael, che le aveva passato un foglio con scritto "abbiamo il nastro", minaccia di divulgare il contenuto della registrazione che rivela la natura incestuosa del rapporto della donna con il fratello. Non appena rientra in casa Sucre si rende conto che la zia e Maricruz sono scomparse e viene catturato da Bellick che gli confida che le donne sono semplicemente andate a raccogliere dei frutti; L'ex guardia carceraria vuole portare il fuggitivo negli Stati Uniti per intascare i soldi della taglia. Il ragazzo però gli dice che in città si trova anche T-Bag con i 5 milioni di dollari. L'agente Wheeler incontra C-Note e gli chiede di dirgli tutto ciò che ha fatto e detto Mahone, registrando una prova audio, e promette di aiutarlo se collaborerà. La Reynolds, dopo un lungo dibattito con Michael, accetta di concedere la grazia a lui e Lincoln e fa rilasciare il ragazzo. Michael quindi raggiunge il fratello e i due attendono di vedere alla televisione il discorso della Presidente. Sara riesce a fuggire da Mahone ma in realtà era un piano dell'agente federale per farla seguire dall'agente Lang. Kim, venuto a conoscenza delle intenzioni della Reynolds, si incontra con l'uomo misterioso muto che gli mostra una cartellina denominata "SONA". La Reynolds tiene finalmente il suo discorso ma, minacciata da Kim di rivelare le stesse informazioni di Michael, anziché concedere il perdono presidenziale ai due fratelli, annuncia le sue dimissioni a causa di un inesistente cancro che le è stato diagnosticato. Michael, pietrificato, comunica a Lincoln che l'unica cosa da fare è sparire per sempre.
- Altri interpreti: Reggie Lee (Bill Kim), Patricia Wettig (Presidente Caroline Reynolds), Jeff Perry (Terrence Steadmen), Camile Guaty (Maricruz Delgado), Karl Makinen (Derek Sweeney), Kevin Dunn (Cooper Green), Barbara Eve Harris (Lang), Jason Davis (Wheeler).
- Ascolti Italia: telespettatori 1 228 000 – share: 9,60%

## Appuntamento a Panama
- Titolo originale: Panama
- Diretto da: Vincent Misiano
- Scritto da: Zack Estrin

### Trama
T-Bag riesce a farsi consegnare la borsa con la refurtiva con uno stratagemma, ma viene scoperto da Bellick e Sucre. Quest'ultimo lo insegue ma non riesce a prenderlo. Intanto, Michael e Lincoln si apprestano a salire sulla nave che li porterà in America Centrale. Sara sta guidando verso il porto per raggiungerli ma si accorge di essere inseguita. Così, quando Michael la chiama, per proteggerlo lei mente dicendogli di essere già a bordo e di cercarla. Catturata da Mahone e gli altri, Sara non riferisce dove sono Lincoln e Michael permettendo ai due di partire. Quando Michael, non vedendo Sara sulla nave, intuisce cosa sta succedendo cerca di scendere per aiutare la ragazza ma suo fratello lo ferma per evitare che prendano anche lui. Sucre nel frattempo cerca in tutti i modi di liberarsi di Bellick. Gli ruba la pistola ma l'ex guardia gli riferisce di avere rapito Maricruz e che lui è l'unico a sapere dove si trova la ragazza e se gli succedesse qualcosa la ragazza morirebbe. Una settimana dopo, Mahone scopre nuovi indizi riguardo ai tatuaggi di Michael che gli potrebbero permettere di capire dove si trova. I nuovi indizi sono dei caratteri greci apposti nella sequenza in cui doveva svolgersi il piano di fuga da Fox River. L'ultimo carattere dell'alfabeto greco, Omega, è stato collegato da Michael a una immagine di Cristo dentro una rosa con i numeri 6-1-7 sul gambo. Mahone considera quei numeri come una data: 17 giugno. Kim ha un nuovo incontro con l'anziano uomo muto. Questa volta si incontrano su una canoa in mare a metri dalla riva e finalmente l'anziano si esprime a parole, conscio che l'audio in quella zona geografica era irrintracciabile e non registrabile. Mentre Sucre e Bellick non riescono a trovare nessuna traccia di T-Bag, questi uccide una prostituta con la quale se l'era spassata in un albergo, quando lei offende Susan; Quando T-Bag si allontana velocemente dall'albergo viene riconosciuto da un poliziotto venendo segnalato all'FBI. Lincoln e Michael arrivano a Panama e si recano in un negozio del posto dove una donna consegna loro una chiave ed una mappa. Michael, allontanando il fratello, cerca di chiamare Sara per controllare se è tutto a posto, ma Lincoln, accortosi della cosa, glielo impedisce. L'Agente Kim, intanto, informa Mahone che C-Note è ancora vivo e che è stato rilasciato, grazie all'intervento dell'Agente Wheeler, con il quale avrà un duro faccia a faccia. Sentendosi in pericolo, Mahone cerca di fuggire ma viene bloccato da Kim che lo informa dell'arresto di T-Bag e che questi, oltre ad essere diventato un bersaglio da non eliminare, potrebbe aiutarli nella cattura di Michael e Lincoln. Finalmente, Sucre e Bellick scoprono qualcosa di T-Bag: vengono infatti informati che un uomo di nome E. Stammel si trova a Panama. Michael e Lincoln arrivano a una imbarcazione. Una volta a bordo viene svelato il mistero del numero 6-1-7: è la combinazione del lucchetto che blocca l'ingresso nella cabina. Michael, quindi, controlla se ci sono notizie su Sara su europeangoldfinch.com ma trova solo messaggi di Sucre e C-Note. Il messaggio di Sucre lo colpisce particolarmente: l'amico infatti lo informa della presenza di T-Bag a Panama. Nonostante Lincoln cerchi di bloccarlo, Michael decide di andare in città per catturare T-Bag, il quale sta cercando la prostituta adatta per sostituire Susan. I messaggi di Sucre erano in realtà di Mahone, pronto a partire per Panama e spacciatosi per il portoricano al fine di avvicinare Michael.
- Altri interpreti: Reggie Lee (Bill Kim), Helena Klevorn (Dede Franklin), Jason Davis (Wheeler), Barbara Eve Harris (Lang), Cynthia Kaye McWilliams (Kacee Franklin), Leon Russom (Pad Man), Kim Coates (Richard Sullins), Robert Newell (Gringe), Sara Henriques (Flora), Jennifer Almaguer (Young Hooker), Korey Simeone (Techie).
- Ascolti Italia: telespettatori 1 071 000 – share: 16,17%

## La resa dei conti
- Titolo originale: Fin del camino
- Diretto da: Bobby Roth
- Scritto da: Seth Hoffman, Matt Olmstead

### Trama
Mahone chiama Pam e le chiede se per loro esiste ancora una possibilità: l'uomo è appena arrivato a Panama ed è deciso a chiudere la faccenda Scofield una volta per tutte per poi dedicarsi a sua moglie e al suo bambino. Michael, dopo aver letto il messaggio sul forum del goldfinch.net, si reca a Città di Panama nei pressi dell'albergo dove soggiorna T-Bag. Come aveva previsto l'uomo è guardato a vista da un paio di uomini e per confermare questa ipotesi si fa aiutare da un ragazzino del luogo. Subito dopo si incontra casualmente con Bellick e Sucre; Quest'ultimo gli riferisce che in realtà non ha mai lasciato dei messaggi sul forum e che devono assolutamente arrivare ai cinque milioni in possesso di T-Bag altrimenti l'ex-guardia del Fox River non gli dirà mai dove ha rinchiuso Maricruz. Michael accetta di aiutarlo. A Chicago nel frattempo si sta svolgendo il processo contro Sara, accusata di favoreggiamento. Kellerman, dopo aver lucidato le sue medaglie, il suo anello e le sue armi e aver indossato la sua uniforme, lascia una lettera alla sorella e si punta la pistola alla tempia premendo il grilletto. A Città di Panama prende inizio il piano di Michael: Bellick fa scattare l'allarme antincendio e T-Bag esce dall'albergo portando con sé lo zaino con i soldi. L'uomo si dirige presso un indirizzo scritto su un foglio che teneva in camera e viene seguito da due uomini che lo stavano pedinando. A loro si uniscono Michael, Sucre e Bellick e qualche metro più indietro Mahone. Il federale viene però immediatamente fermato da Lincoln ed i due iniziano una colluttazione. Una volta che T-Bag è entrato nell'abitazione designata, i due uomini si mettono di guardia alla porta; Bellick si avvicina ai due che, con l'aiuto di Sucre, vengono legati in un vicolo. Michael non è tranquillo di come si stanno sviluppando le cose, non capendo se i due uomini siano dell'FBI o della Compagnia. I tre vanno quindi alla ricerca di T-Bag nell'edificio; L'uomo si arrende ai suoi ex-compagni di fuga ma si rifiuta di consegnare loro personalmente i soldi. Quando Sucre va a prendere lo zaino in una stanza indicata dall'uomo, scopre il cadavere di una prostituta ingaggiata da T-Bag. Questi riesce quindi a scappare mentre sta per sopraggiungere la polizia ma, dopo avere ferito Bellick ad una gamba, viene investito da un'automobile. Mentre Michael e Sucre lo fermano, Bellick viene arrestato dalla polizia locale con l'accusa di omicidio. Michael quindi, deciso a portare T-Bag presso l'ambasciata americana, dice a Sucre di recuperare un'automobile. A Kristine Kellerman arriva una telefonata che riguarda il fratello: la donna si reca immediatamente nell'appartamento dell'uomo e Kellerman le confessa che ha tentato di suicidarsi ma che la pistola si è inceppata. I difensori di Sara suggeriscono alla ragazza di patteggiare e di scontare perciò dodici anni di reclusione in un carcere di massima sicurezza. La ragazza, inizialmente contraria, decide di accettare sperando di scontarne nove per buona condotta. Proprio prima che la causa si chiuda viene nominato un teste a sorpresa che confermerà le dichiarazioni di Sara, ovvero Kellerman deciso a rimediare ai suoi errori. In macchina, Sucre viene colpito di sorpresa da T-Bag con un cacciavite. L'auto sbanda e Michael, dopo aver fatto chiamare a un automobilista di passaggio un'ambulanza, rincorre T-Bag che nel frattempo è fuggito con i soldi. Lo raggiunge presso una casa e qui lo affronta. Durante la colluttazione Michael riesce ad avere la meglio ed accoltella l'avversario disteso a terra. Pochi minuti dopo la polizia raggiunge il luogo dello scontro, trovando T-Bag con un pugnale conficcato nell'avambraccio sano. Tornato alla Christine Rose, Michael cerca di mettersi in contatto con gli ospedali della città per conoscere le condizioni di Sucre quando arriva una telefonata di Lincoln. L'uomo, che inizialmente aveva sopraffatto Mahone, è stato ammanettato dall'ormai ex agente dell'FBI che pretende di scambiare il suo ostaggio con la barca e i cinque milioni di dollari, anch'egli deciso a scomparire per sempre.
- Altri interpreti: Callie Thorne (Pam Mahone), Tina Holmes (Kristine Pace).
- Ascolti Italia: telespettatori 1 011 000 – share: 6,38%

## Corsi e ricorsi
- Titolo originale: Sona
- Diretto da: Kevin Hooks
- Scritto da: Paul T. Scheuring

### Trama

Michael entra per la prima volta a Sona e scopre che i detenuti sono liberi di fare quello che vogliono all'interno della prigione

Mahone e Michael sono ancora al telefono. Mahone riferisce a Michael che per riavere suo fratello deve consegnargli il denaro e la sua barca. Il ragazzo cede, ma un ragazzino, Chaco, che lo aveva avvicinato per vendergli della droga potrebbe essergli utile per il piano che ha in mente. Intanto a Chicago la situazione di Sara sembra migliorare, grazie all'intervento dell'ex Agente Kellerman. Egli infatti ha deciso di raccontare in tribunale tutta la cospirazione riguardo al caso Steadman/Burrows e alla Compagnia. In questo modo Sara viene prosciolta da ogni accusa, ma è Kellerman ora a essere arrestato. La testimonianza di Kellerman ha permesso anche di fare cadere tutte le accuse contro Lincoln. E la principale preoccupazione di Sara ora è di avvertire Michael, così da non dovere continuare ad attuare il suo piano. Durante il trasferimento in un penitenziario, il furgone su cui si trova Kellerman viene bloccato da due uomini incappucciati che sparano all'interno del furgone. Intanto Sucre, nonostante la gravità della sua ferita, decide di lasciare l'ospedale per ritrovare Bellick e farsi dire dove si trova Maricruz. L'uomo incrocia l'ex agente proprio mentre viene trasferito dalla caserma di polizia. Egli supplica di farlo uscire per rivelare la posizione esatta della compagna ma Sucre crolla a terra in mezzo alla strada esanime prima di raggiungere il veicolo. Sara, non riuscendo contattare né Lincoln né Michael, decide di recarsi a Panama di persona. Michael nel frattempo contatta alcuni trafficanti di droga amici di Chaco. Mahone ha informato Kim di avere in custodia i fratelli ricercati e l'uomo si mette subito in viaggio per raggiungerlo. L'agente rivela a Michael e Lincoln il suo piano di uccidere Kim e fare ricadere la colpa su di loro. Ma Kim non arriva solo da Mahone e questi non riesce a raggiungere il suo scopo. Nasce quindi una sparatoria che permette ai due fratelli di fuggire con i soldi che Michael aveva precedentemente nascosto. Finalmente sono liberi e scappano nel bosco dove rincontrano Chaco, che nel frattempo aveva recuperato un'altra barca. Quando arrivano alla barca ad attenderli trovano sorprendentemente Sara, che porta la bella notizia della tanto agognata libertà di Lincoln, grazie alla testimonianza di Kellerman, e degli sviluppi sul futuro proscioglimento dalle accuse di Michael. Mahone, fuggito con la barca di Michael, viene fermato e arrestato dalla polizia locale dopo avere trovato della droga, nascostaci da Michael, nella barca. T-Bag, accordatosi in precedenza con un uomo riguardo all'aiuto per la cattura dei fratelli Burrows, scopre che l'accordo fatto è saltato e si ritrova di nuovo in prigione senza possibilità di uscire. L'agente Kim cerca di portare a termine il suo lavoro e insegue Michael e Lincoln per ucciderli. Sara però fa fuoco sull'uomo, che nel frattempo aveva gettato la borsa con i soldi nel fiume, e i tre sono costretti a fuggire nella foresta vicina a causa dell'arrivo delle forze dell'ordine. Mentre Lincoln riesce ad eludere gli agenti, Michael e Sara, rifugiatisi in una casa abbandonata, si sentono braccati. Michael allora si fa consegnare la pistola da Sara, assicurandole che, dicendo la verità agli agenti, tutto andrà per il meglio. Così, dopo essersi finalmente dichiarati apertamente il loro amore, escono fuori. Mahone, dalla stazione di polizia, chiama in lacrime la moglie Pam, con la quale si era ripromesso di ricominciare una nuova vita, e le chiede di dimenticarsi per sempre di lui. Usciti dalla capanna, Michael inganna Sara, le punta una pistola alla tempia e finge di minacciare di ucciderla, accusandosi dell'assassinio di Kim. La polizia quindi arresta Michael con l'accusa di omicidio, mentre Sara lo implora di dire la verità. Michael viene trasportato nel "Carcere Federale di Sona", dove, all'ingresso, reincontra Mahone e i due si scambiano un'occhiata. Le guardie fanno entrare nel carcere Michael da solo. L'anziano uomo muto discute con un agente di come volessero Michael rinchiuso in quel carcere e di come pretendano una sua evasione. All'interno del carcere Michael capisce che si tratta di un posto totalmente diverso dal penitenziario di Fox River, dove non sono presenti guardie e i detenuti sono liberi di agire come credono. Disteso a terra, tremante e malconcio, Michael riconosce Bellick ma non ha la forza di proferire parola.
- Altri interpreti: Reggie Lee (Bill Kim), Callie Thorne (Pam Mahone), Mark Harelick (Marty Gregg), Wilbur Fitzgerald (Bruce Bennett), Jon Huertas (DeJesus).
- Ascolti Italia: telespettatori 916 000 – share: 11,44%